# Широке (Білгород-Дністровський район)
Широ́ке (до 1948 року — Кібабча) — село Маразліївської сільської громади у Білгород-Дністровському районі Одеської області, Україна. Населення становить 1374 осіб.

## Історія

### Топонім→Ойконім
Назви поселення, що знайдені на історичних картах різного часу:
- 1792 — турецько-татарське поселення Кибарэче.
- 1823 — фр. Kebaktschy, рос. Кебакчи.
- 1877 — рум. Kebatchi
- 1897 — нім. Kabakczy, Kibabcza.
- 1921 — рос. Кабакчи.
- 1925 — англ. Shirokoye.
- 1930 — рум. Chebalcea, рос. Кебальча

Мапа новопридбаної області від Порти Отоманскої (1792)
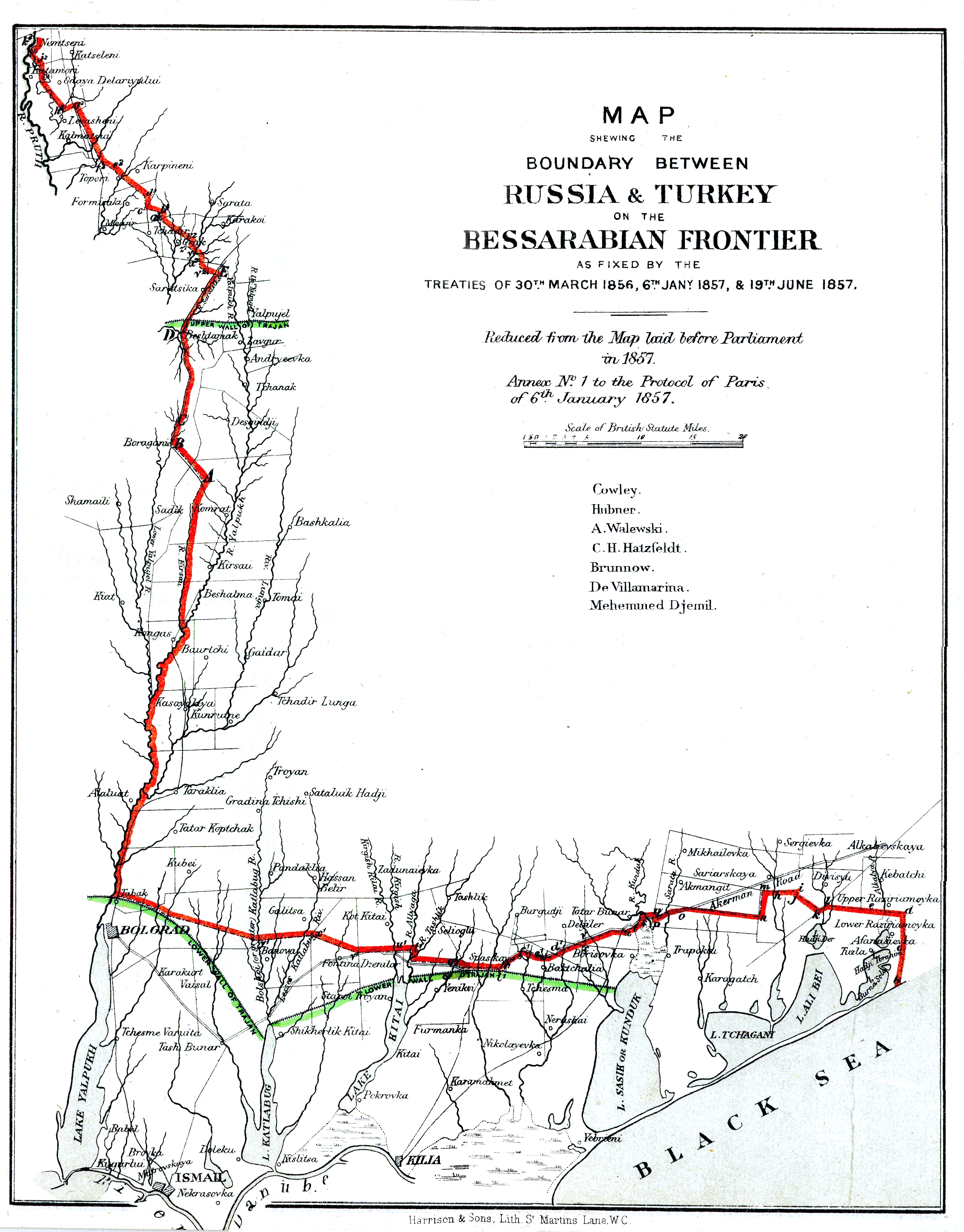
Карта Бессарабський фронт (російсько-турецька війна 1856—1877)
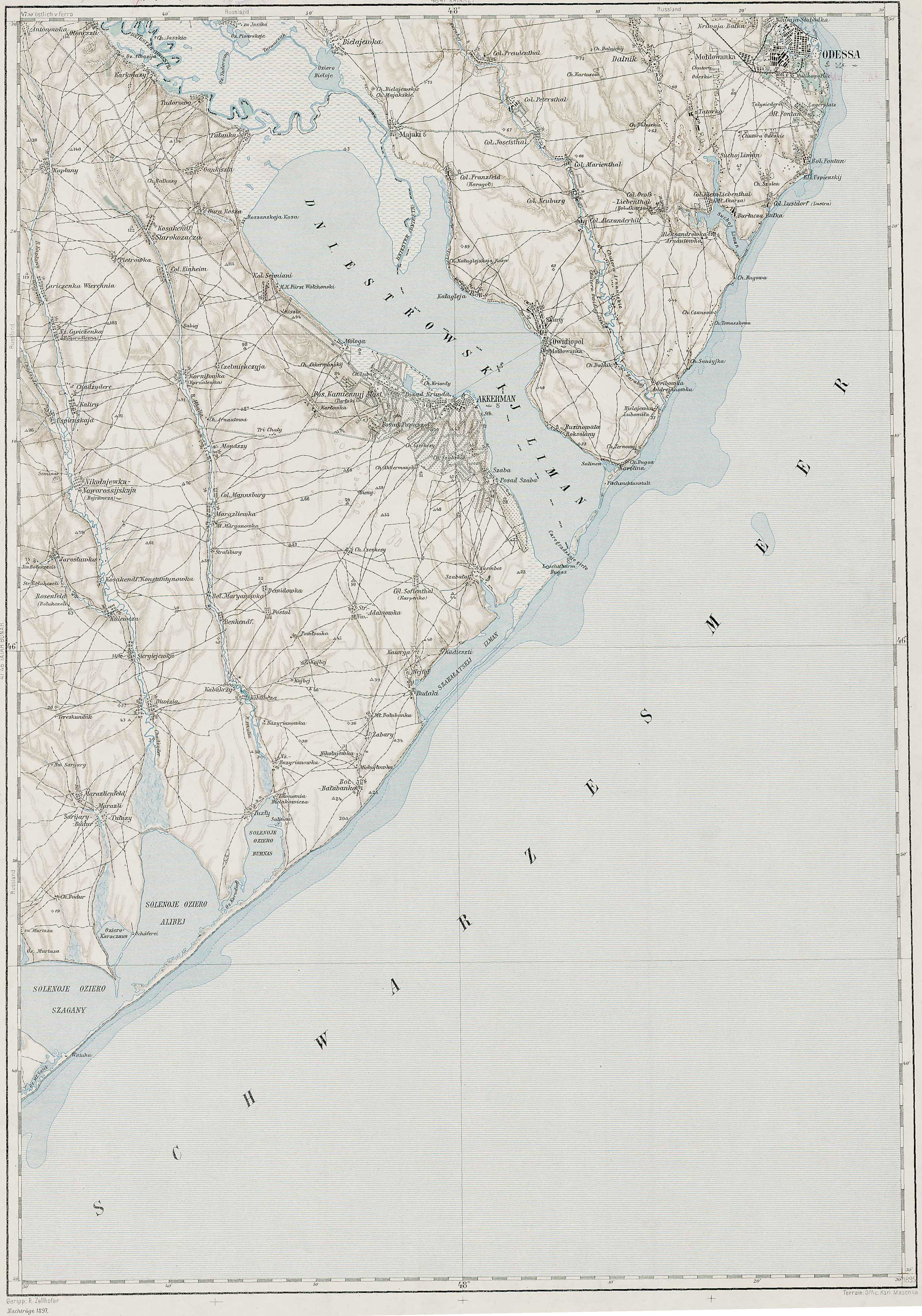
Австрійські топографічні мапи заходу України,(1890—1910)
1950-Американські карти Східної Європи, 1:250000, ~ 1950 року, на основі трофейних радянських, (квадрат NL 35-09)-->
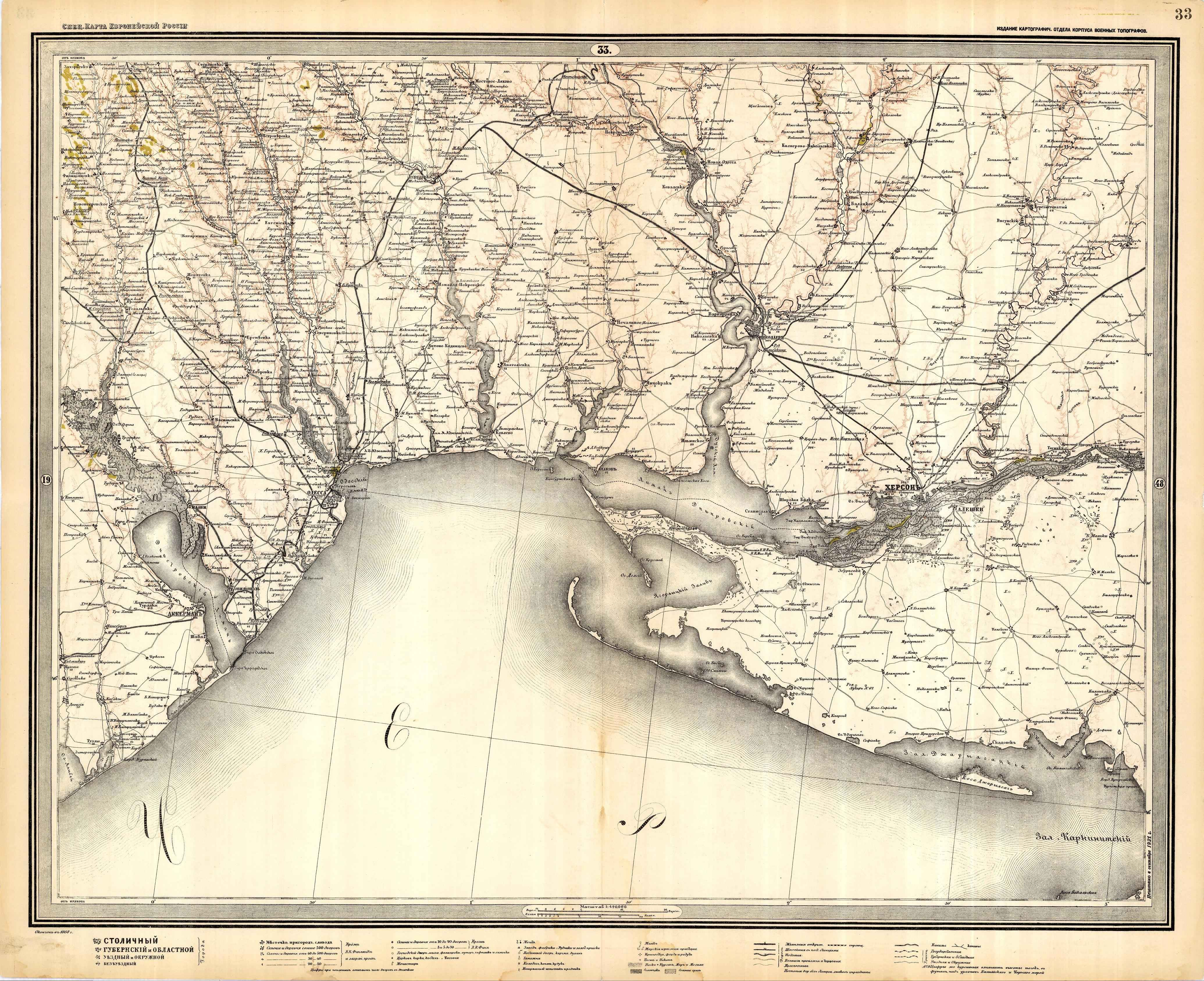
Спеціальна карта європейської Росії, (1921)

### Хронологія
В 1817 р. в поселенні Кебакчи (Кебабчи), що виникло на місці однойменного татарського урочища, проживало 24 особи (12 осіб українського і 12 осіб іншого походження).
Переважна більшість поселенців почала прибувати за державною програмою в кінці 1829 року з Полтавської губернії, Гадяцького повіту, Поділківської волості, сіл Подільки й Капустинці. У 1834 році переселились ще двадцять шість родин з Липової Долини, а в 1835 р. сімнадцять сімей з села Ведильці Чернігівської губернії. У тому ж році в окремій ревізькій казці значиться сім'я мазила Ш. М. Уласенка.
Станом на 1886 рік у селі Кібабче Дивізійської волості Аккерманського повіту Бессарабської губернії, мешкала 1771 особа, налічувалось 273 дворових господарства, існувала православна церква та 3 лавки.
Багато жителів села Кебабча були залучені до участі у Першій світовій війні.
Мешканці села брали участь в Другій світовій війні. Більшість чоловіків було призвано РВК у серпні-вересні 1944 року, коли радянські війська зайняли Бессарабію. Всього з Широкого пішли на фронт 540 чоловіків, з яких 239 загинули.
Село постраждало внаслідок голоду 1946—1947 років.

Станом на 1970-ті роки у селі Широке мешкало 2345 осіб, налічувалось 860 дворових господарства.

## Адміністративно-територіальний поділ
- 1873-1918 — Російська імперія \ Новоросійська група \ Бессарабська губернія \ Буджак (історична область) \ Аккерманський повіт \ 2-ий стан \ Дивізійська волость \ село Кибабча[8]
- 1918-1940 — Румунське королівство \ Губернаторство Бессарабія \ Аккерманський жудець \ Тузлівский плас \ комуна Кебальча
- 07.08.1940 — СРСР \ УРСР \ Аккерманська область \ Тузлівський район \ Широківська сільська рада \ село Широке
- 07.12.1940 — СРСР \ УРСР \ Ізмаїльська область \ Тузлівський район \ Широківська сільська рада \ село Широке
- 1941-1944 — Румунське королівство \ Губернаторство Бессарабія \ Аккерманський жудець \ Тузлівский плас \ комуна Кебальча
- 01.09.1946 — СРСР \ УРСР \ Одеська область \ Тузлівський район \ Широківська сільська рада \ село Широке[9]
- 01.01.1979 — СРСР \ УРСР \ Одеська область \ Білгород-Дністровський район \ Широківська сільська рада \ село Широке[10]
- 1991 — Україна \ Одеська область \ Білгород-Дністровський район \ Широківська сільська рада \ село Широке

## Населення
Згідно з переписом 1989 року населення села становило 1553 особи, з яких 700 чоловіків та 853 жінки.
За переписом населення 2001 року в селі мешкала 1371 особа.

### Мова
Розподіл населення за рідною мовою за даними перепису 2001 року:
| Мова       | Відсоток |
| ---------- | -------- |
| українська | 97,89 %  |
| російська  | 1,31 %   |
| молдовська | 0,36 %   |
| білоруська | 0,15 %   |
| циганська  | 0,15 %   |
| болгарська | 0,07 %   |
| вірменська | 0,07 %   |

## Релігія

### Православна церква
|  | ...В 1823 г. основана деревня Кебабча. В этом же году основан приход и к нему приписано селение Дивизиу (ныне с. Дивизия)... |

- 1813 — Вселенська Православна Церква \ РПЦ \ Єпархія Кишинівська і Хотинська[14] \
- 1823 — Вселенська Православна Церква \ РПЦ \ Єпархія Кишинівська і Хотинська \ парафія с.Кебакчи (храм Різдва Пресвятої Богородиці)
- 1864 — Вселенська Православна Церква \ РумПЦ[15] \ Митрополія Бессарабська[16] \ Єпіскопія Нижньо-Дунайська \ ---------- округа \ парафія с.Кебатчи (храм Різдва Пресвятої Богородиці)
- 1878 — Вселенська Православна Церква \ РПЦ \ Єпархія Кишинівська і Хотинська \ парафія с.Кибабча (храм Різдва Пресвятої Богородиці)
- 1918 — Вселенська Православна Церква \ РумПЦ \ Митрополія Кишинівська і Бессарабська \ Єпіскопія Нижньо-Дунайська \ ---------- округа \ парафія с.Кебабча (храм Різдва Пресвятої Богородиці)
- 1923 — Вселенська Православна Церква \ РумПЦ \ Митрополія Кишинівська і Бессарабська \ Єпіскопія Четатя-Альбе-Ізмаїл[17] \ ---------- округа \ парафія с.Кебальча (храм Різдва Пресвятої Богородиці)
- 1944 — Вселенська Православна Церква \ РПЦ \ Єпархія Кишинівська і Молдавська \ парафія с.Широке (храм Різдва Пресвятої Богородиці)
- 1992 — Вселенська Православна Церква \ Патріархат Московський і всієї Руси \ УПЦ МП \ Митрополія Київська і всієї України\ Митрополія Одеська та Ізмаїльська \ Білгород-Дністровський благочинний округ \ парафія с.Широке (храм Різдва Пресвятої Богородиці)
- 1992 — Вселенська Православна Церква \ РумПЦ \ Митрополія Бессарабська \
- 1992 — Патріархат Київський і всієї Руси-України \ УПЦ КП \ Єпархія Одеська \[18]

## Відомі мешканці

### Народились
- Крачевська Світлана Іванівна — радянська легкоатлетка єврейського походження, срібна призерка Олімпійських ігор.

## Перейменування об'єктів топоніміки
Розпорядженням «Про перейменування вулиць населених пунктів Маразліївської сільської ради» від 25 січня 2016 року № 14/2016, керуючись статтею 42 Закону України «Про місцеве самоврядування в Україні», Законом України «Про добровільне об'єднання територіальних громад» враховуючи рекомендації Українського інституту національної пам'яті, з метою подолання спадщини тоталітарного минулого та впровадження суспільних позитивних перетворень та з метою відродження в селі Широке перейменовані такі об'єкти топоніміки:
| Сучасна назва       | Попередня назва      |
| ------------------- | -------------------- |
| вулиця М. Довбні    | вулиця Крупської     |
| вулиця Затишна      | вулиця Радянська     |
| вулиця Миру         | вулиця Леніна        |
| вулиця Молодіжна    | вулиця Комсомольська |
| вулиця П. Тарасенка | вулиця Чапаєва       |
| вулиця Тіниста      | вулиця Піонерська    |